# Helko
Helko ist ein männlicher Vorname.

## Herkunft und Bedeutung
Beim Namen Helko handelt es sich um eine ausschließlich männliche Form von Helke bzw. eine Nebenform von Helgo.

## Verbreitung
Der Vorname Helko ist heute selten, aber außer in Bremen in allen Bundesländern Deutschlands zu finden.
Seit 2010 erhielt von 680.817 männlichen Neugeborenen ein Junge den Namen Helko, insgesamt sind 53 Personen mit diesem Vornamen erfasst (Stand: April 2024).

## Varianten
Für Varianten der Variante von Helke: siehe Helke#Varianten
Für Varianten der Nebenform von Helgo: siehe Helge#Varianten

## Namensträger
- Helko Klünder, Filmarchitekt
- Helko Siede (1968–2008), Chorleiter (Hallenser Madrigalisten, Rundfunk-Jugendchor Wernigerode)